# Весела Горка
Весе́ла Го́рка (рос. Весёлая Горка) — село у складі району імені Поліни Осипенко Хабаровського краю, Росія. Входить до складу Бріаканського сільського поселення.

## Населення
Населення — 77 осіб (2010; 111 у 2002).
Національний склад (станом на 2002 рік):
- росіяни — 80 %